# Mahau Suguimati
Mahau Camargo Suguimati (São Miguel do Araguaia, 13 novembre 1984) è un ostacolista brasiliano.

## Palmarès
| Anno | Manifestazione          | Sede           | Evento   | Risultato  | Prestazione | Note |
| ---- | ----------------------- | -------------- | -------- | ---------- | ----------- | ---- |
| 2007 | Giochi panamericani     | Rio de Janeiro | 400 m hs | 7º         | 49"63       |      |
| 2008 | Giochi olimpici         | Pechino        | 400 m hs | Semifinale | 50"16       |      |
| 2009 | Campionati sudamericani | Lima           | 400 m hs | 4º         | 51"50       |      |
| 2009 | Mondiali                | Berlino        | 400 m hs | Batteria   | 51"05       |      |
| 2011 | Campionati sudamericani | Buenos Aires   | 400 m hs | Argento    | 51"11       |      |
| 2011 | Mondiali                | Taegu          | 400 m hs | Semifinale | 50"89       |      |
| 2011 | Giochi panamericani     | Guadalajara    | 400 m hs | 5º         | 49"61       |      |
| 2013 | Campionati sudamericani | Cartagena      | 400 m hs | Oro        | 49"86       |      |
| 2013 | Mondiali                | Mosca          | 400 m hs | Semifinale | 50"27       |      |
| 2014 | Giochi sudamericani     | Santiago       | 400 m hs | Bronzo     | 50"47       |      |
| 2015 | Giochi panamericani     | Toronto        | 400 m hs | 8º         | 49"68       |      |
| 2016 | Giochi olimpici         | Rio de Janeiro | 400 m hs | Semifinale | 49"77       |      |
| 2019 | Campionati sudamericani | Lima           | 400 m hs | 5º         | 51"15       |      |
| 2019 | Campionati sudamericani | Lima           | 4x400 m  | Argento    | 3'04"13     |      |
| 2021 | Campionati sudamericani | Guayaquil      | 400 m hs | Oro        | 51"25       |      |
| 2022 | Mondiali                | Eugene         | 400 m hs | Batteria   | 52"43       |      |